# Schranne (Kobernaußerwald)
Die Schranne ist ein 727 m ü. A. hoher Berg im Hausruck-und-Kobernaußerwald-Zug zwischen Innviertel und Traunviertel in Oberösterreich.

## Lage und Landschaft
Der Gipfel befindet sich im Gemeindegebiet von Waldzell (Bezirk Ried im Innkreis, Nordseite des Bergzuges), dessen höchste Erhebung er darstellt. Er liegt in dem Kamm, der vom Hauptkamm des Bergzugs am Hamberg (bis 722 m ü. A.) südwärts zieht, und das Hochecker Schwemmbachtal vom Fornacher Redltal trennt, und damit die Wasserscheide von Mattig und Inn zu Vöckla, Ager und Traun bildet. Nordwestlich dem Hamberg zu entwässert das Hundstal, südwestlich das Rabenbachtal, östlich die oberste Redl, hier liegt der Ort Redltal.
Der Kamm läuft zum Kalteis (734 m ü. A.), und dort in einem Zweig südwestwärts Richtung Straßwalchen, und in einem südwärts Richtung Vöcklatal, der aber vorher vom Bruckwiesenbach zur Redl umfangen wird. Im Profil des Kammes zeichnet sich der Gipfelpunkt kaum ab.
Der Berg wird meist zum Kobernaußerwald (Westteil des Zugs) gerechnet, teilweise auch zum Hausruck (Ostteil) – deren Abgrenzung wird irgendwo hier im Raum gesehen.

## Geschichte und Erschließung
Der Name steht wohl zu Schranne, einem Gerichts-, dann Marktplatz. Hier verlief bis 1779 die alte bairisch-österreichische Grenze (die heutigen Gemeindegrenzen und hier auch Bezirksgrenze Ried zu Vöcklabruck zeigen noch den alten Grenzverlauf). Das Mattigtal war ebenfalls bairisch, und das Schwemmbachtal gehörte zum Gerichtsbezirk Friedburg, und zwar zum Forstgericht Hehnhart (wie der Kobernaußerwald früher genannt wurde). Weil dieses Forstgericht aber später dem Bezirk Ried zugegeben wurde, gehört die Gegend zu einer Riederischen Gemeinde, obwohl sie südlich des Hauptkamms liegt. 150 Meter östlich des Gipfels liegt die eigentliche „Schranne“, die mit einem Marterl markiert ist. Sie war ein grenzüberschreitender Handelsplatz der Waldbewohner. Zeitweise stand hier eine echte Grenzstation, in den Kriegszeiten zwischen Bayern und Österreich – auch wieder während der Besatzungszeit der Napoleonischen Kriege – wurde vornehmlich Schmuggel betrieben. Der Franziszäische Kataster der 1830er gab Alte Schran als Flurbezeichnung am Kamm, und Neue Schran beim Marterl. Die in der Dritten Landesaufnahme der 1870er gegebenen Bezeichnungen Schramer Höhe respektive Schram dürften ein zeitgenössischer Fehler sein.
Der Berg ist von allen Seiten auf zahlreichen Forstwegen erreichbar. Am Kamm selbst läuft ebenfalls eine Forststraße. Dadurch ist die Gegend gutes Wander- und Mountainbikegebiet. Hin und wieder finden auch geführte Kulturwanderungen statt.